# Primaires présidentielles du Parti démocrate américain de 2012
 (juin 2020).
Si vous disposez d'ouvrages ou d'articles de référence ou si vous connaissez des sites web de qualité traitant du thème abordé ici, merci de compléter l'article en donnant les références utiles à sa vérifiabilité et en les liant à la section « Notes et références ».
Les primaires démocrates de 2012 sont le processus par lequel les membres et sympathisants du Parti démocrate des États-Unis désignent leur candidat à l'élection présidentielle de 2012.
Les candidats au poste de président et de vice-président furent sélectionnés à l'aide d'une série de primaires et de caucuses dans les différents États et territoires des États-Unis, conduisant à une convention nationale démocrate qui eut lieu du 3 au 6 septembre 2012 à Charlotte, Caroline du Nord.
Barack Obama est le seul candidat majeur en lice pour sa réélection et remporte tous les scrutins et les délégués. Les marges sont confortables excepté dans les États conservateurs de l'Oklahoma, la Virginie-Occidentale, l'Arkansas et le Kentucky où il ne dépasse pas les 60 % de voix.
C'est lors de cette convention que fut désigné le candidat officiel du Parti Démocrate à l’élection présidentielle de novembre 2012 : Barack Obama, le président sortant. Le 6 novembre 2012, Obama est réélu président des États-Unis face à Mitt Romney, avec 51,1 % des voix et 332 grands électeurs.